# Macromia sophrosyne
Macromia sophrosyne – gatunek ważki z rodziny Macromiidae.